# 페라리 F50
페라리 F50(이탈리아어: Ferrari F50, 타입 F130)은 이탈리아 자동차 제조업체인 페라리에서 1995년부터 1997년까지 생산했던 스포츠카이다. 1995년에 출시된 이 자동차는 2도어 2인승 타르가 탑이다. F50은 1990년 페라리 641 포뮬러 원 자동차에 사용된 3.5L V12 엔진을 기반으로 개발된 4.7L 자연흡기 Tipo F130B 60밸브 V12 엔진으로 구동된다. 이 자동차의 디자인은 1989년 페라리 미토스 콘셉트카의 진화이며, 피닌파리나는 특히 전면에서 현대 F1 레이싱카 디자인의 디자인 요소를 통합했다.
총 349대가 생산되었으며, 마지막 차량은 1997년 7월에 생산 라인에서 출고되었다. F50의 엔진은 이 자동차보다 먼저 출시되었다. 1994년 아메리칸 IMSA GT 챔피언십의 페라리 333 SP에 사용되어 스톡 엔진 월드 스포츠카 부문에 참가할 수 있었다.

## 제원

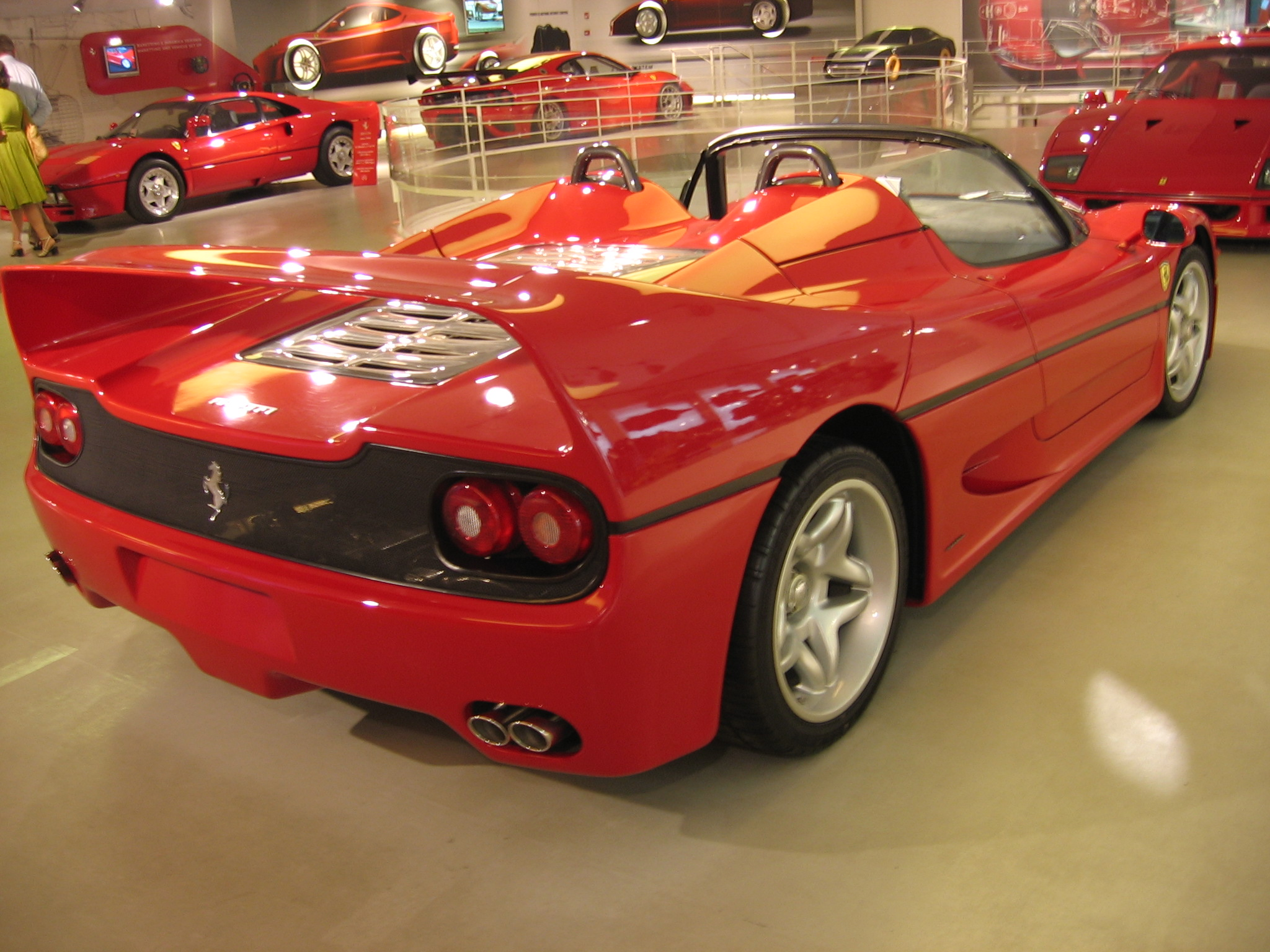
후면

### 크기

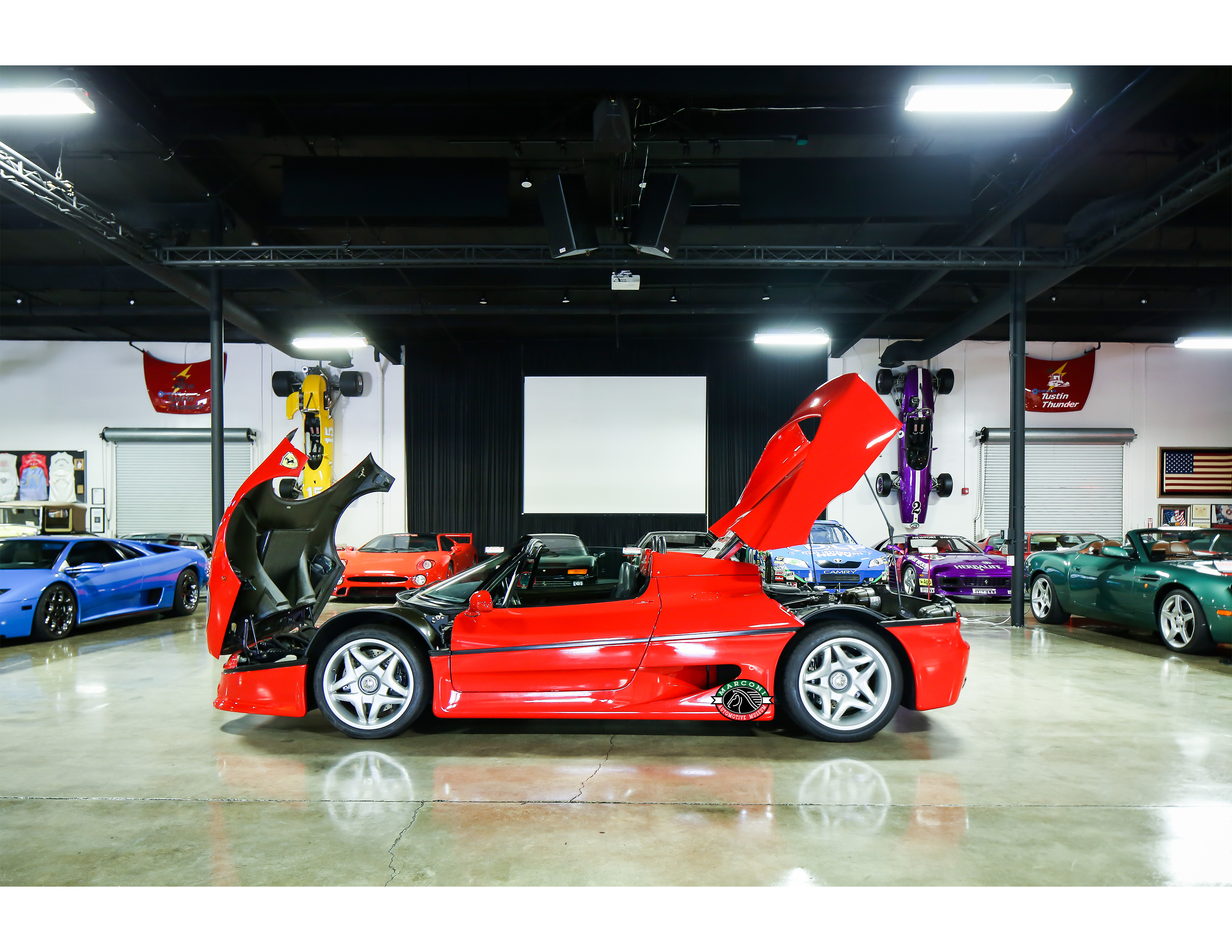
마르코니 자동차 박물관의 페라리 F50

- 배분: 42%/58% (전방/후방)

### 엔진

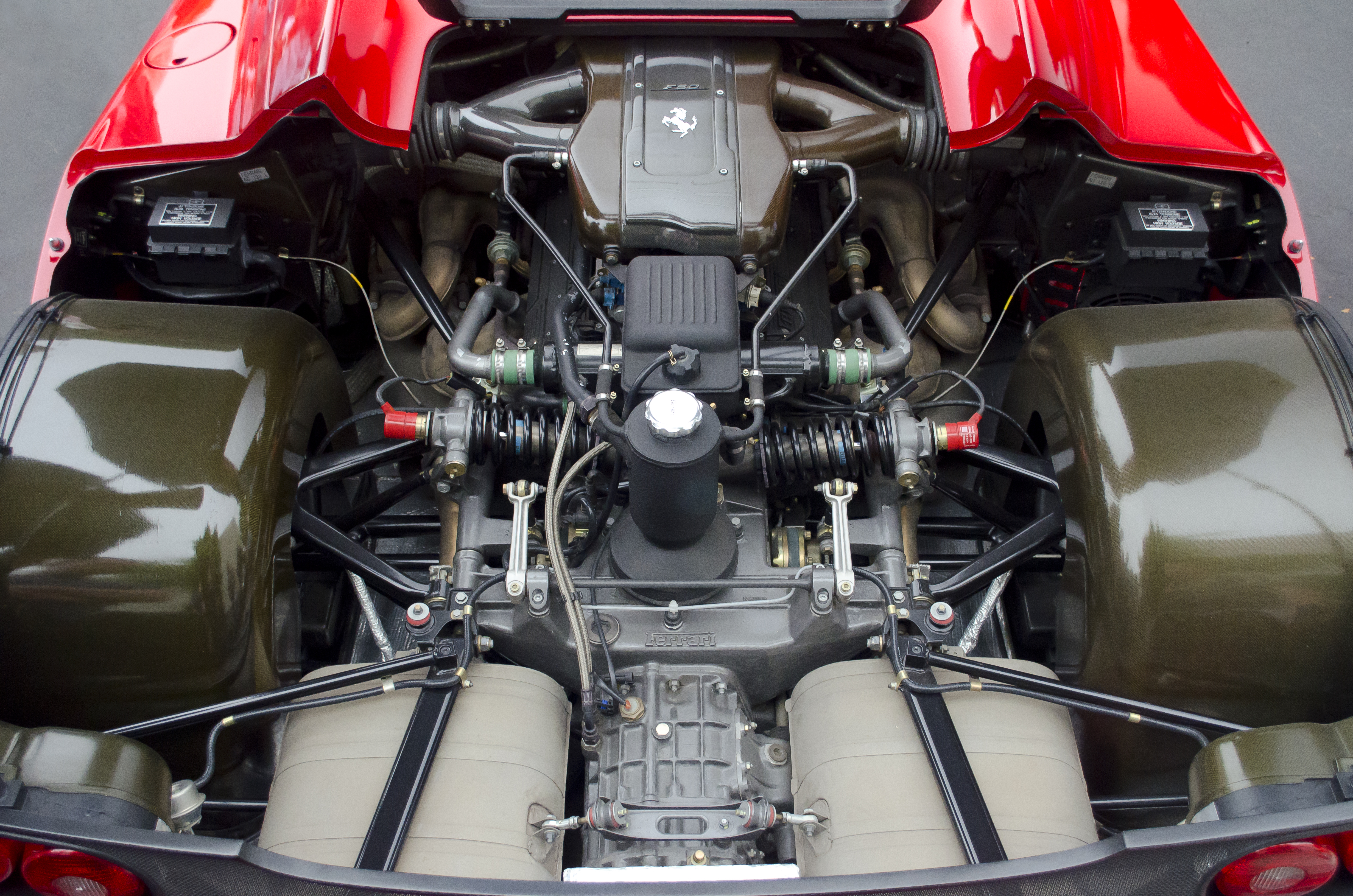
4.7리터 티포 F130 B V12 엔진

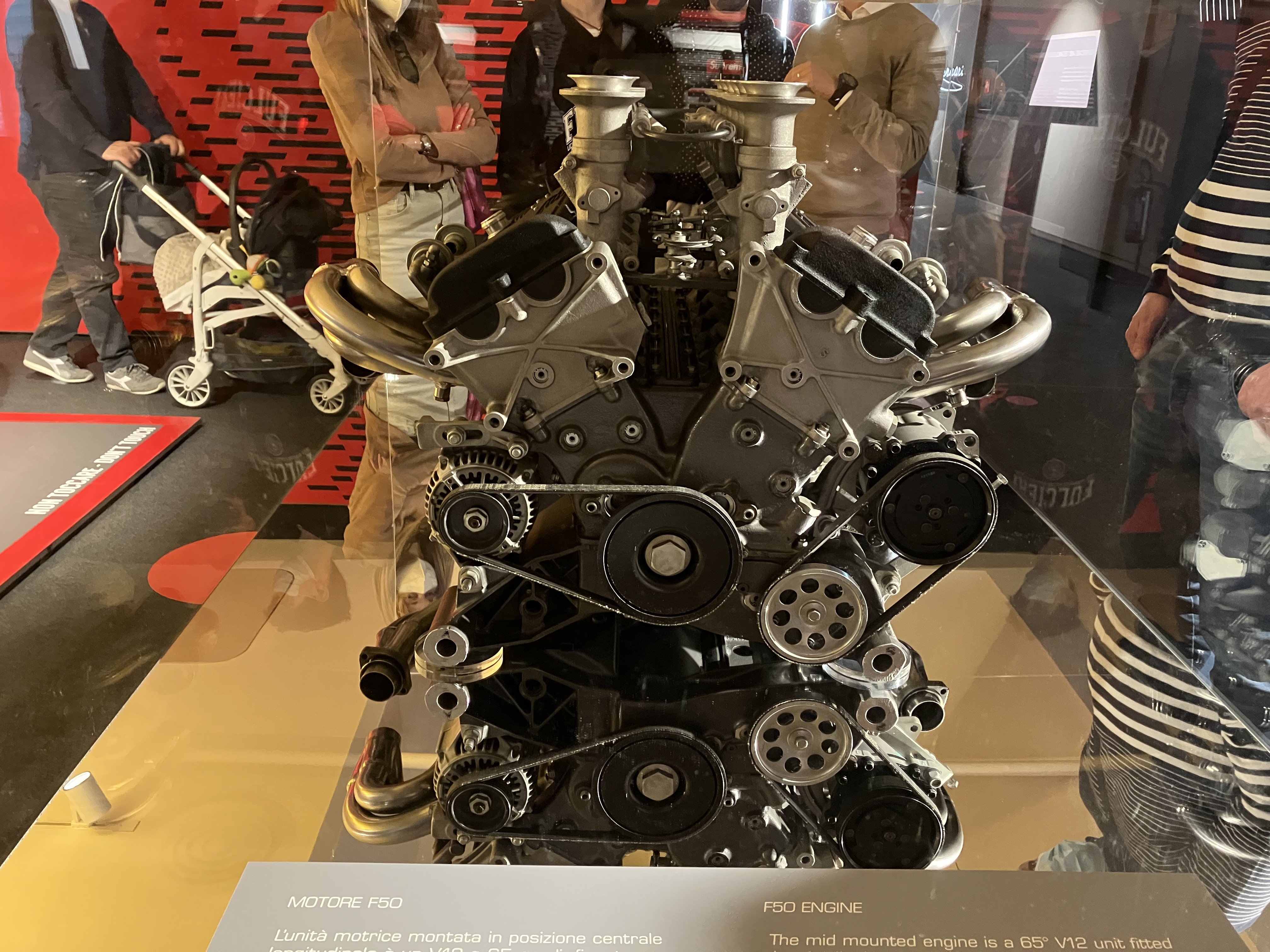
페라리 박물관의 F130 B

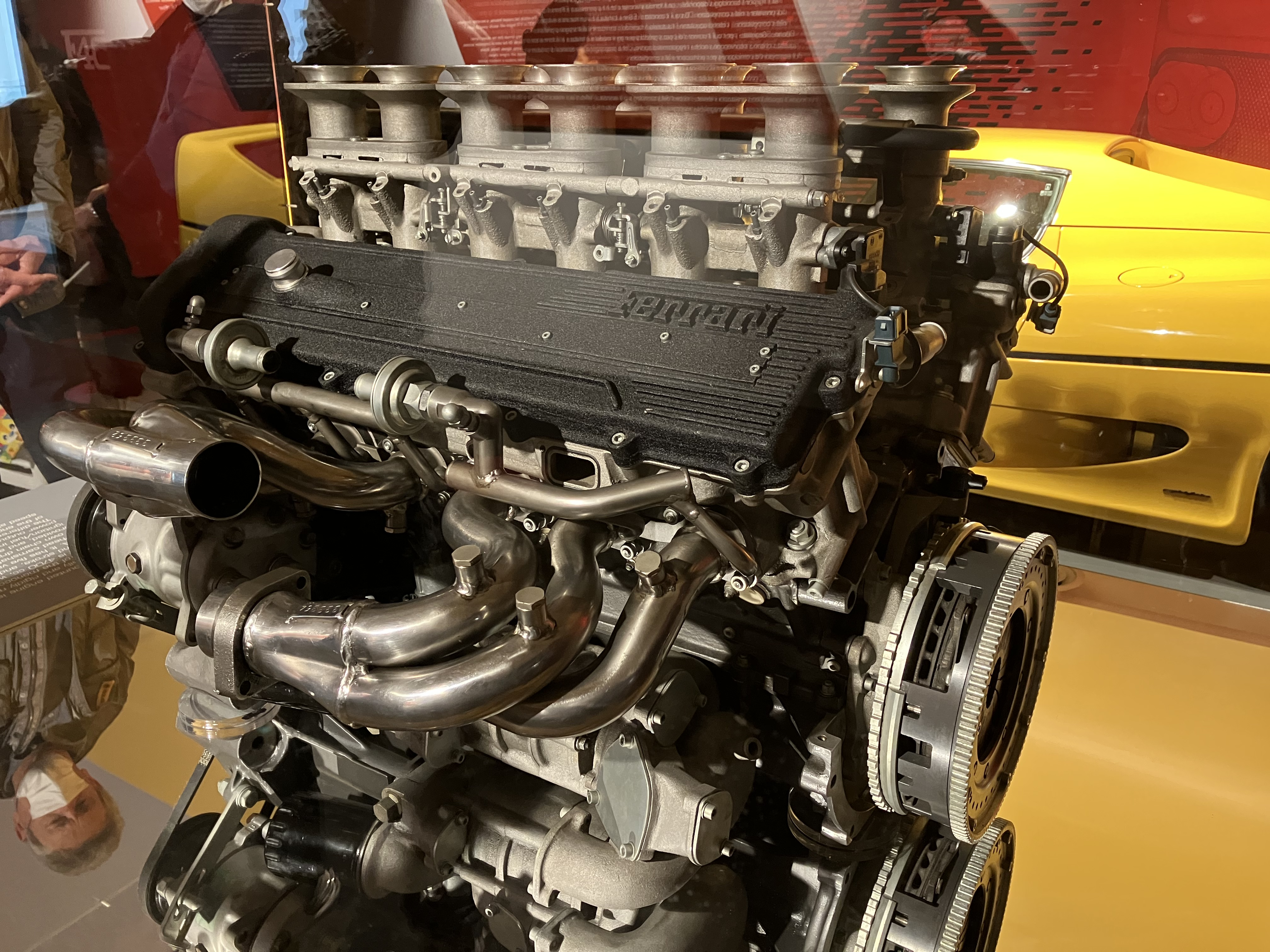
F130 B

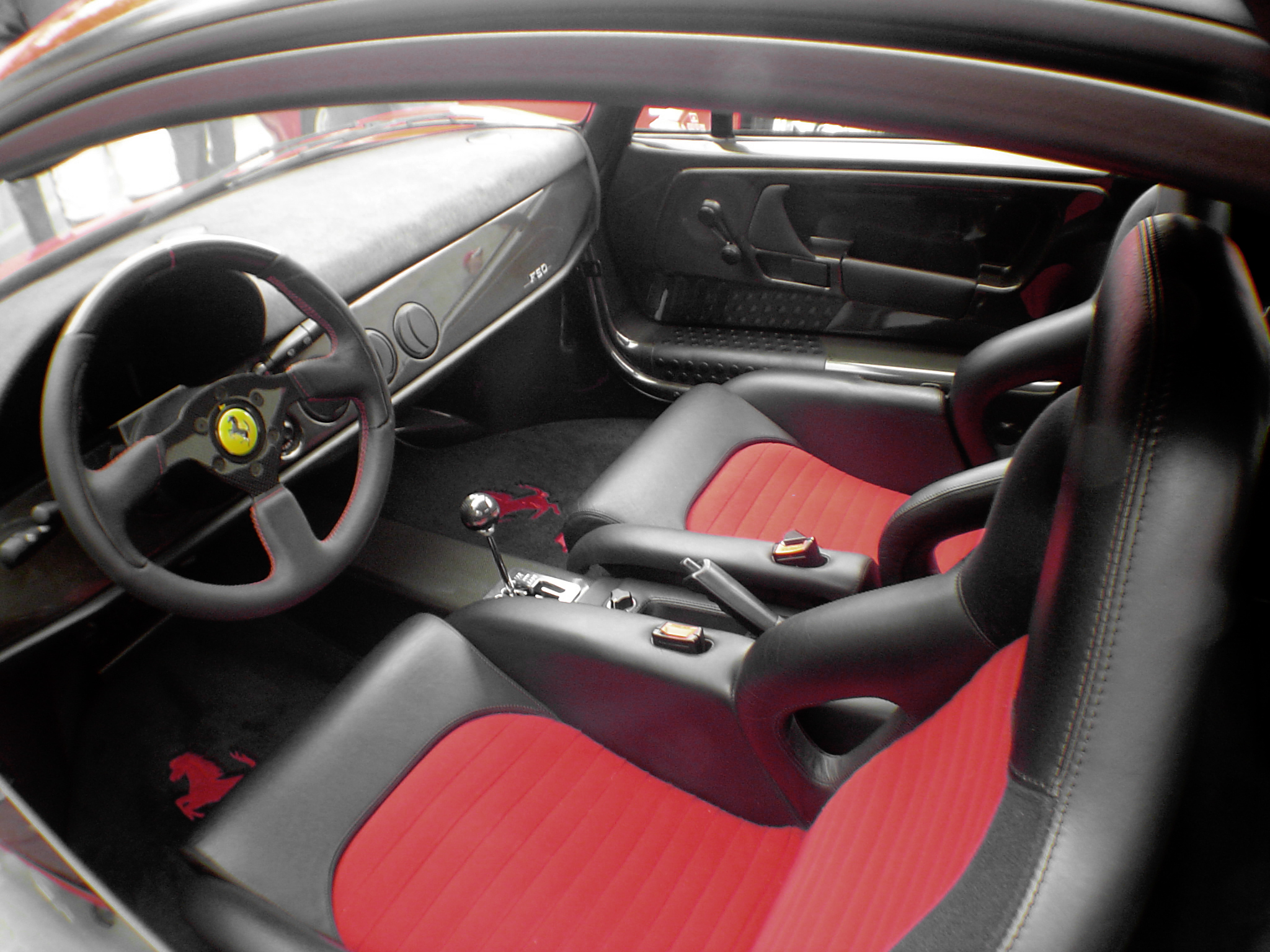
실내

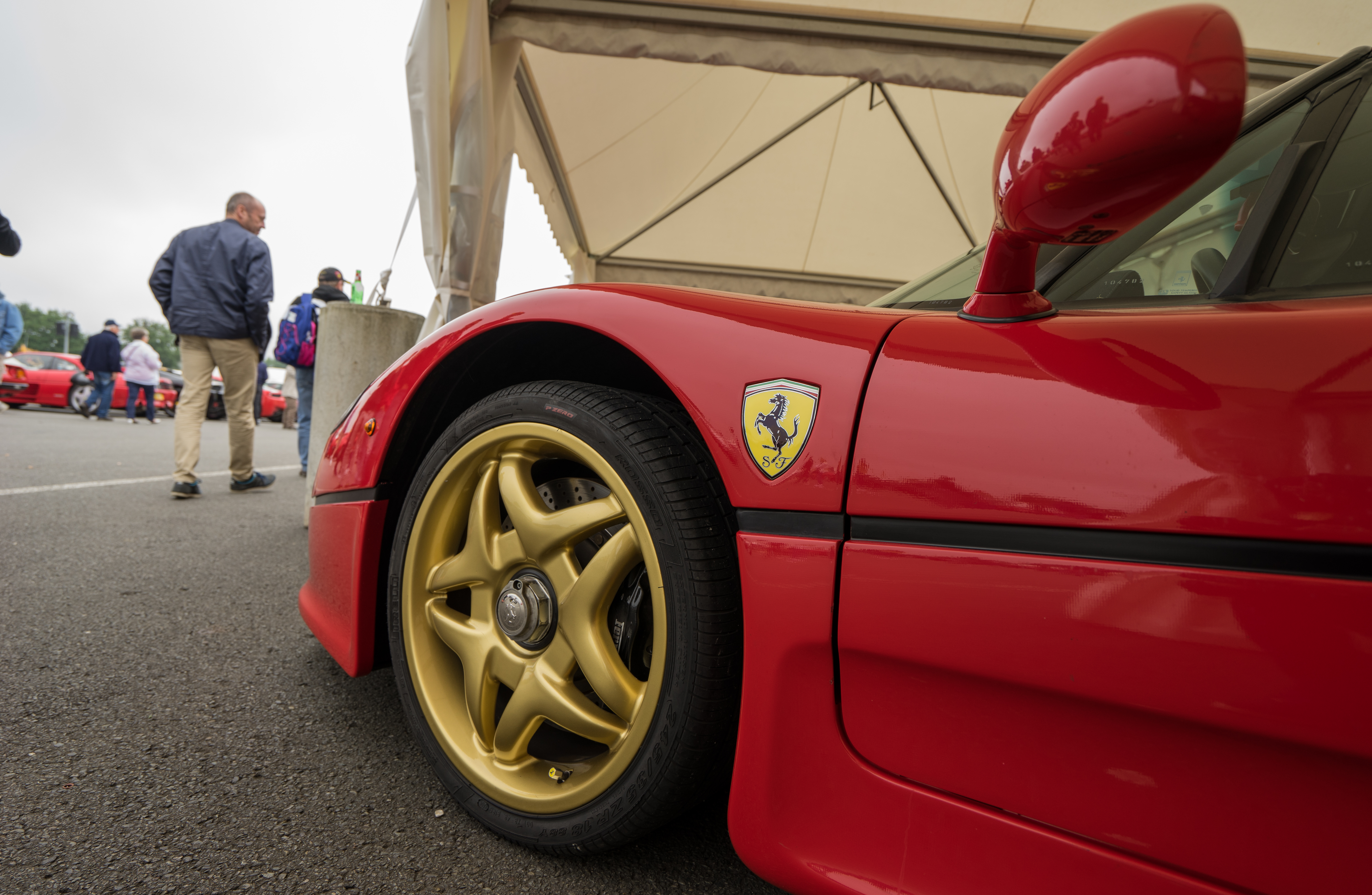
F50은 트윈 5스포크 알로이 휠을 장착했다.

- 형식: 티포 036 파생, 모델 SFE 4.7 VJGAEA, 티포 F130 B
- 위치: 후방 엔진, 후륜구동 레이아웃
- 구성: 종방향 65° V12
- 흡기: 자연흡기, 흡기 매니폴드의 버터플라이 밸브를 통한 가변 흡기 매니폴드
  - 흡기 매니폴드: 탄소 섬유 강화 폴리머
- 블록: 구상 흑연 주철
- 헤드/피스톤: 경합금 알루미늄 헤드/단조 말레 피스톤
- 오일 섬프: 알루미늄
- 커넥팅 로드: 단조 타이타늄
- 크랭크축: 단조강
- 캠 커버/오일 및 물 펌프 하우징: 마그네슘 주물
- 배기 매니폴드: 스테인리스강
- 엔진 무게: 198 kg (437 lb)
- 밸브 트레인: 실린더당 5개의 밸브(흡기 3개, 배기 2개), 총 60개 밸브 DOHC (저소음 모스 체인 구동)
- 배기량: 4,698.50 cc (4.7 L; 286.7 cu in)[6]
- 최고 출력: 8,500 rpm에서 520 PS (382 kW; 520 PS; 513 hp)[단위 변환: %s]%s
- 최대 토크: 6,500 rpm에서 471 N·m (48 kg·m; 347 lb·ft)
- 비출력: 81.3 kW (110.5 PS; 109.0 bhp)/리터
- 중량/마력 비: 2.69 kg/PS
- 보어 X 스트로크: 85 mm × 69 mm (3.35 in × 2.72 in)
- 보어:스트로크 비: 1.23:1 (오버스퀘어)
- 압축비: 11.3:1
- 레드라인: 8,500 rpm
- 연료 차단: 8,640 rpm[7]
- 연료 공급: 보쉬 모트로닉 2.7 순차 분사 및 전자 제어 장치 (연료 공급, 점화 시기, 가변 길이 흡기 및 배기 시스템 제어)
- 점화 시스템: 보쉬 정적 전자 디스트리뷰터 없는 점화
- 윤활: 드라이 섬프, 최종 구동 장치 하우징에 통합된 탱크, 3개의 스캐빈저 펌프
- 가변 흡기: 탄소 섬유 흡기 매니폴드의 버터플라이 밸브는 낮은 rpm에서 닫히고, 높은 rpm에서 열린다.
- 가변 배기: 상부 배기관의 버터플라이 밸브는 낮은 rpm에서 닫히고, 높은 rpm에서 열린다.
- 연료 탱크: 폼 충전, 항공기 스타일 Sekur 고무 블래더, 105 L (28 US gal; 23 imp gal)

### 연비
- EPA 고급 휘발유[8]
  - 복합 8 마일 매 미국 갤런 (29 L/100 km; 9.6 mpg-imp)
  - 시내 7 마일 매 미국 갤런 (34 L/100 km; 8.4 mpg-imp)
  - 고속도로 10 마일 매 미국 갤런 (24 L/100 km; 12 mpg-imp)

### 변속기
- 구성: 종방향 6단 수동 + 후진, 차동 제한 장치, RWD
- 기어비: 2.933:1 (1단), 2.157:1 (2단), 1.681:1 (3단), 1.360:1 (4단), 1.107:1 (5단), 0.903:1 (6단), 2.529:1 (후진)
- 최종 구동: 3.70:1
  - 최종 구동 장치: 알루미늄 모래 주물
  - 나머지 기어 세트 하우징: 마그네슘 모래 주물
  - 지지 보강재: 강철
- 플라이휠: 강철
- 클러치: 건식, 트윈 플레이트
- 냉각: 기어박스 윤활유와 엔진 사이의 오일-물 인터쿨러

### 섀시
- 형식: 중앙 탄소 섬유 터브, 경합금 서스펜션 및 엔진-변속기 어셈블리 장착 지점이 섀시에 공중합됨
- 재료: 탄소 섬유, 에폭시 수지, 노멕스 벌집 구조 코어, 샌드위치 구조
- 비틀림 강성: 34,570 N·m (25,500 lb·ft)/도

### 서스펜션
- 전방: 로즈 조인트 불균등 길이 위시본, 푸시로드, 코일 스프링, 빌슈타인 가스압 단일 튜브 댐퍼, 전자식 어댑티브 댐핑, 전자식 높이 조절 (최대 40 mm)
- 후방: 로즈 조인트 불균등 길이 위시본, 푸시로드, 코일 스프링, 빌슈타인 가스압 단일 튜브 댐퍼, 전자식 어댑티브 댐핑, 엔진과 변속기 사이의 스페이서에 장착 지점
- 이동 거리: 범프 55 mm, 리바운드 60 mm
- 캠버각: 전방 -0.7도, 후방 -1.0도
- 안티롤 바: 전방 및 후방
- 최대 롤링 각도: 1.5도

- 전자식 어댑티브 댐핑 (스티어링 휠의 각도 및 속도, 차체의 수직 및 종방향 가속도, 브레이크 라인 압력, 차량 속도 기반)
- 최대 반응 시간 (최소 댐핑력에서 최대 댐핑력 또는 그 반대로): 140 밀리초 (0.14 초)
- 평균 반응 시간 (최소 댐핑력에서 최대 댐핑력 또는 그 반대로): 25 ~ 30 밀리초 (0.025 ~ 0.03 초)

### 스티어링
- 형식: TRW 랙 앤 피니언, 3.3회 락투락, 무보조
- 캐스터각: 5.5 ~ 5.7도
- 회전 반경: 41 ft (12 m)

### 휠/타이어/브레이크
- 휠: 마그네슘 합금, 스피드라인 제조
- 허브: 타이타늄
- 디스크 브레이크 벨/서스펜션 업라이트/브레이크 캘리퍼: 알루미늄
- 상부 및 하부 위시본: 검은색 분체 도장 강철
- 전방 휠: 8.5 in × 18 in (220 mm × 460 mm)
- 전방 타이어: 245/35ZR-18 굿이어 이글 F1 GS 피오라노 @ 35 psi (240 kPa)
- 전방 브레이크: 브렘보 크로스 드릴 & 통풍 주철 디스크, 4피스톤 알루미늄 브렘보 캘리퍼, 파기드 브레이크 패드 ((ABS) 없음)
- 후방 휠: 13 in × 18 in (330 mm × 460 mm)[7]
- 후방 타이어: 335/30ZR-18 굿이어 이글 F1 GS 피오라노 @ 30 psi (210 kPa)
- 후방 브레이크: 브렘보 크로스 드릴 & 통풍 주철 디스크, 4피스톤 알루미늄 브렘보 캘리퍼, 파기드 브레이크 패드 (ABS 없음)
- 비지지 질량: 99 lb/121 lb (전방 코너/후방 코너)

### 색상 선호도

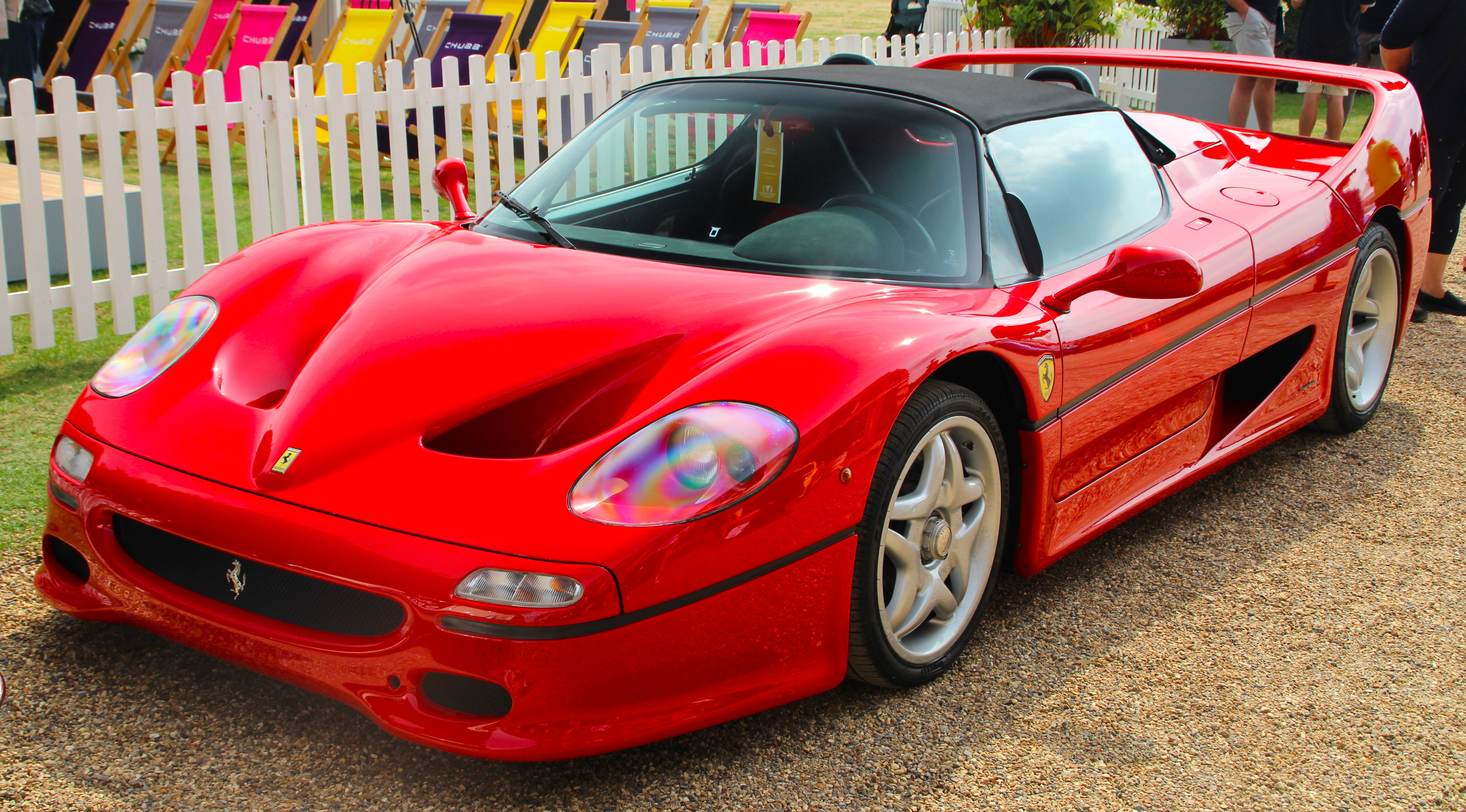
로쏘 코르사 (빨강): 302
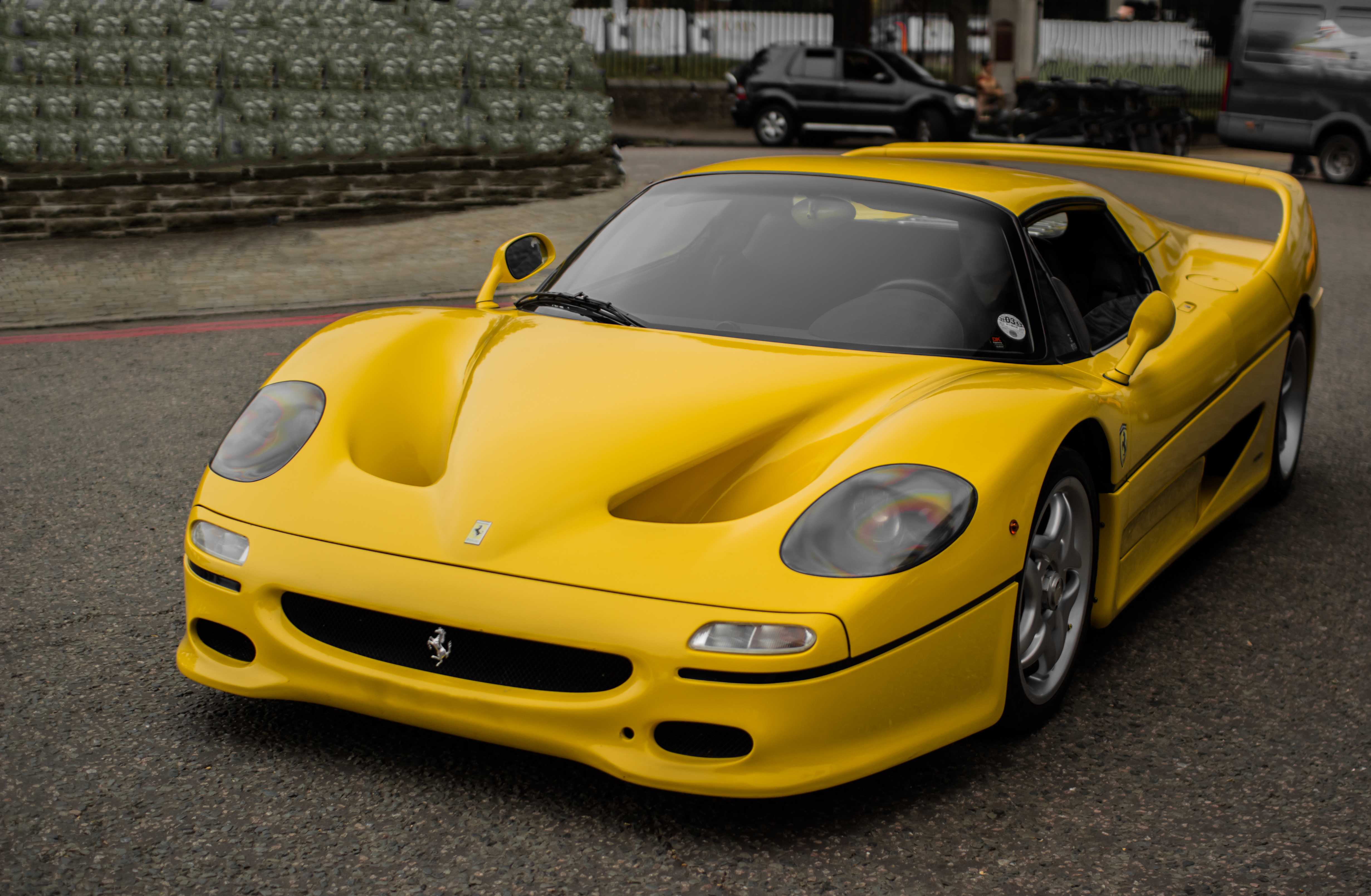
잘로 모데나 (노랑): 31
- 로쏘 바르케타 (짙은 빨강): 8
- 아르젠토 뉘르부르크링 (은색): 4
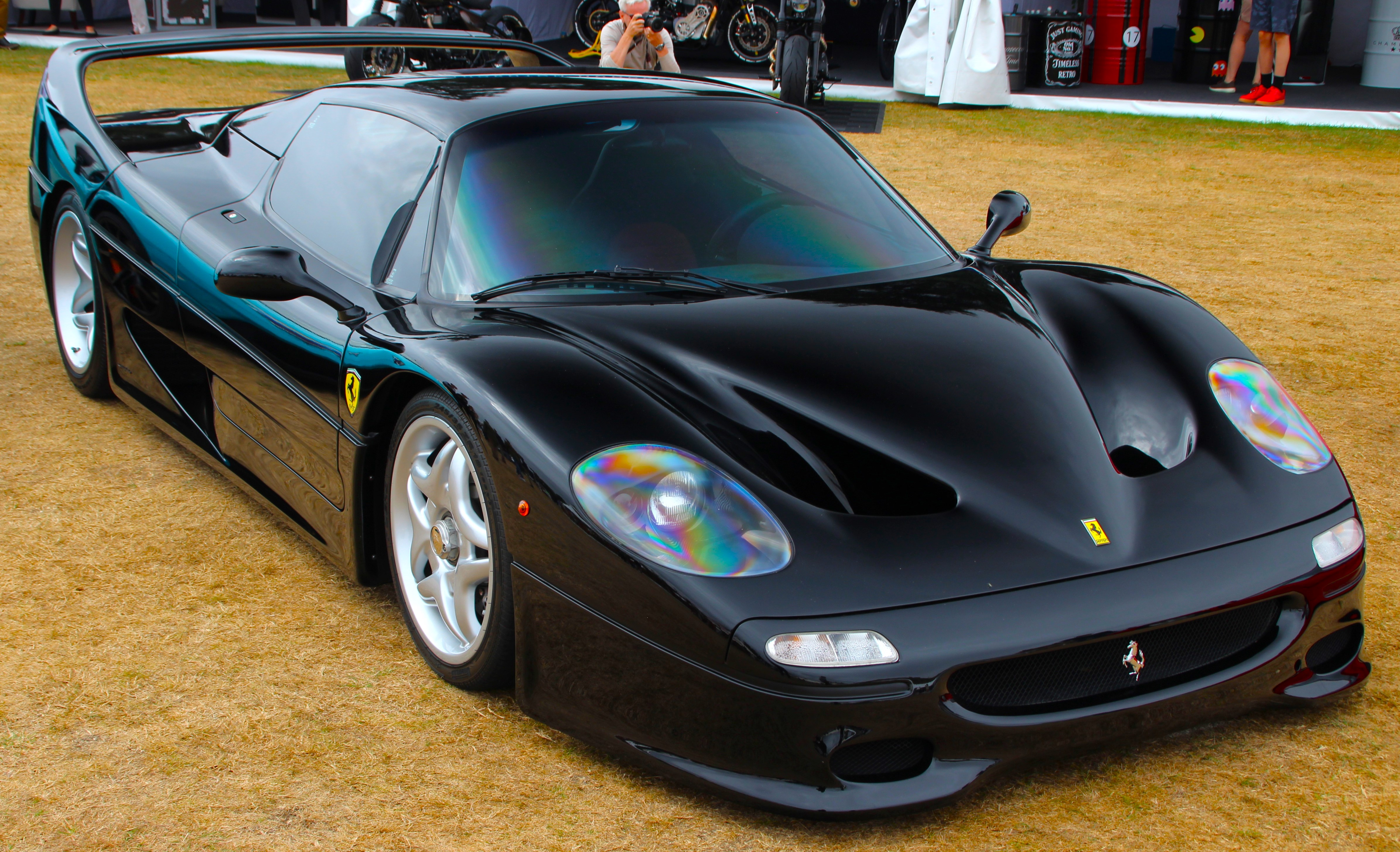
네로 데이토나 (검정): 4  - 로쏘 코르사
  - 잘로 모데나
  - 네로 데이토나

## 성능
- 0–97 km/h (60 mph): 3.8초[3]
- 0–160 km/h (100 mph): 8.5초[9]
- 1/4 마일: 198 km/h (123 mph)에서 12.1초[3]
- 스키드패드: 0.95 g[3]
- 제동 70–0 mph (113–0 km/h): 176 ft (54 m)[3]
- 최고 속도: 205 mph/328 km/h

### 트랙 테스트
F50의 트랙 시간은 다음과 같다.
- 츠쿠바 서킷: 1:05.81[10]
- 스즈카 서킷 (2000): 2:25.525[11]
- 스고: 1:38.573[12]
- 피오라노: 1:27.00

## 페라리 F50 GT

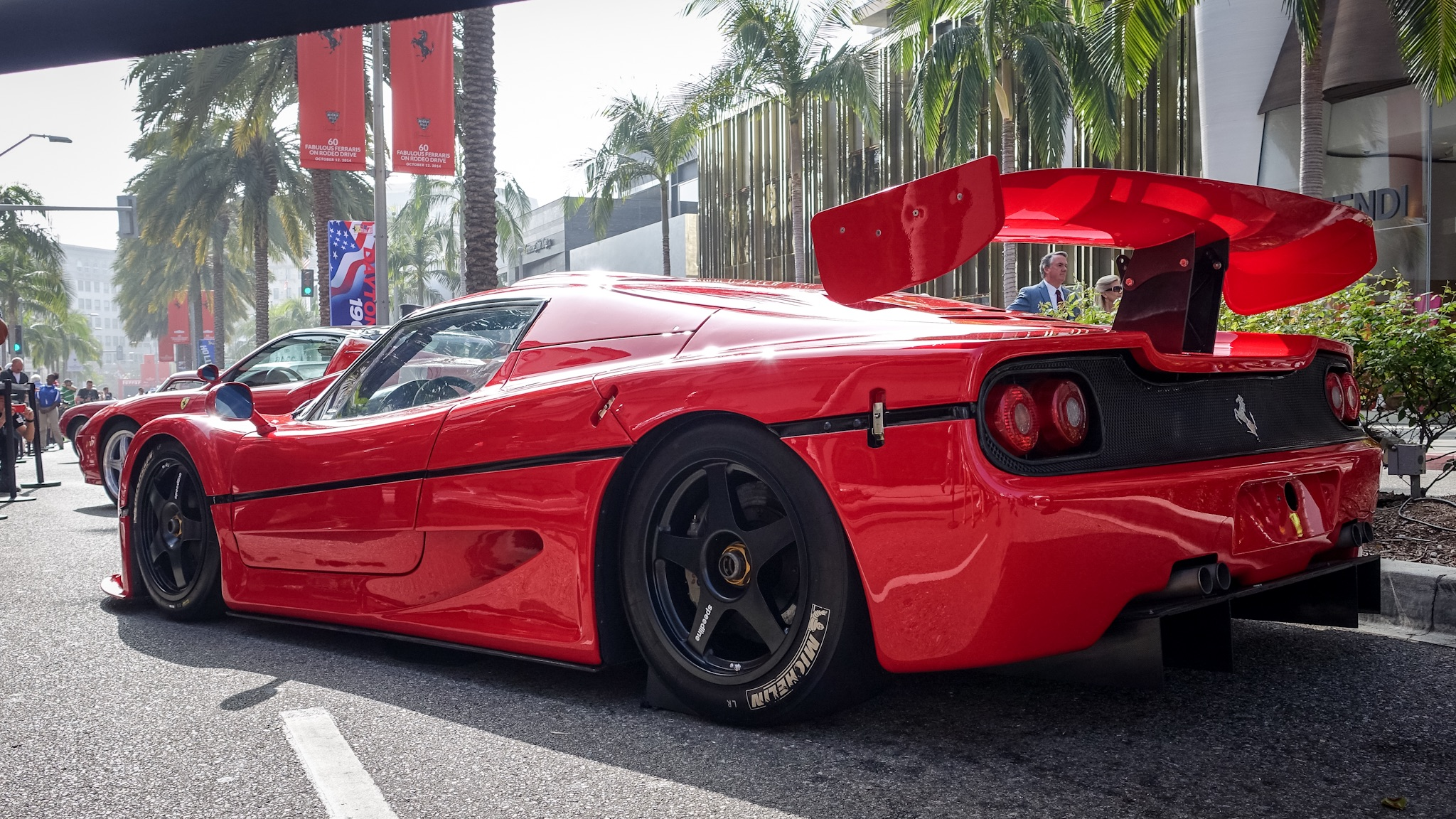
섀시 #001 (후면)

페라리는 페라리 F40 LM의 모터스포츠 테마에 따라 GT1 클래스 레이싱에 참가하기 위해 레이싱 파트너인 달라라 및 미켈로토와 협력하여 F50 기반 F50 GT를 개발했다. 차량의 주요 변경 사항으로는 고정 지붕, 대형 후방 스포일러, 새로운 전방 스포일러, 조절 가능한 서스펜션 시스템, 레이싱 슬릭이 장착된 스피드라인 레이싱 알로이 휠 및 대형 후방 디퓨저 등이 있다. F50 GT의 4.7리터 V12 엔진은 10,500 rpm에서 약 551 kW (749 PS; 739 hp)의 출력을 낼 수 있도록 튜닝되었다. 1996년 테스트에서 이 차량은 333SP보다도 빨랐다는 것이 입증되었지만, 포르쉐 911 GT1과 같은 목적에 맞는 레이싱카의 등장과 자금 부족으로 인해 페라리가 F50 GT 프로젝트를 취소하고 BPR 글로벌 GT 시리즈가 해체된 후 포뮬러 원에 집중했기 때문에 이 사실은 주목받지 못했다. 단 3대만이 제작되었으며, 남은 3개의 터브는 파괴된 것으로 알려졌다.

## 비디오 게임에서의 등장
- 포르자 호라이즌 4
- 니드 포 스피드 II
- 니드 포 스피드 하이스테이크
- 니드 포 스피드 무한질주2
- 아스팔트 8: 에어본
- 아스팔트 레전트 유나이트

### 참고 문헌
- 버클리, 마틴; 리스, 크리스 (1998). 《세계 자동차 백과사전》. 런던: 애니스 퍼블리싱. 310–311쪽. ISBN 9781840380835. OCLC 704533342.